# 好小偷教會
好小偷教會是安迪·赫爾的第三个个人唱片。" 发布于2012年6月12日。

## 歌曲列表
1. "過失"-3:46
2. "当我遇到死"-2:58
3. "我知道"-3:10
4. "老了"-2:58
5. "毛停止关心"-2:57
6. "我等你"-4:48
7. "几乎没有咬我"-3:00
8. "爛黑根"-3:31
9. "我们做出了闪电"-4:24
10. "最后记忆结束Pt.1"-3:40
11. "最后记忆结束Pt.2"-3:28